# Jelena Janković
Jelena Janković (cirílico sérvio: Јелена Јанковић) (Belgrado, 28 de fevereiro de 1985) é uma ex-tenista profissional sérvia, que já foi número 1 do mundo na modalidade de simples. Não jogava desde setembro de 2017, até que em 2022 declarou a retirada para uma rádio sérvia e disputou a chave de duplas convidadas de Wimbledon, que abriga jogadores aposentados.

## Carreira
Janković entrou para a lista das 15 melhores tenistas do circuito da WTA (Women's Tennis Association) no final de 2006 ao chegar nas semifinais do Aberto dos EUA. No início de 2007 a tenista conseguiu atingir o quarto lugar no ranking da WTA quando sagrou-se campeã do torneio de Roma. Logo no ano seguinte a servia terminou o ano como número 1 do mundo, mesmo não tendo vencido nenhum grand slam na carreira.

## Finais

### Grand Slam

#### Simples: 1 (0–1)
| Posição | Ano  | Torneio | Piso | Oponente        | Resultado |
| ------- | ---- | ------- | ---- | --------------- | --------- |
| Vice    | 2008 | US Open | duro | Serena Williams | 4–6, 5–7  |

#### Duplas Mistas: 1 (1–0)
| Posição | Ano  | Torneio   | Piso  | Parceiro     | Oponente                    | Resultado     |
| ------- | ---- | --------- | ----- | ------------ | --------------------------- | ------------- |
| Campeã  | 2007 | Wimbledon | grama | Jamie Murray | Alicia Molik Jonas Björkman | 6–4, 3–6, 6–1 |

### Premier Mandatory/Premier 5

#### Simples: 13 (6 títulos, 7 vices)
| Posição | Ano  | Torneio      | Piso    | Oponente                    | Resultado      |
| ------- | ---- | ------------ | ------- | --------------------------- | -------------- |
| Vice    | 2015 | Indian Wells | duro    | Simona Halep                | 6–2, 5–7, 4–6  |
| Vice    | 2013 | Pequim       | duro    | Serena Williams             | 2–6, 2–6       |
| Vice    | 2011 | Cincinnati   | duro    | Maria Sharapova             | 6–4, 36–7, 3–6 |
| Vice    | 2010 | Roma         | saibro  | María José Martínez Sánchez | 56–7, 5–7      |
| Campeã  | 2010 | Indian Wells | duro    | Caroline Wozniacki          | 6–2, 6–4       |
| Vice    | 2009 | Tóquio       | duro    | Maria Sharapova             | 2–5, ab.       |
| Campeã  | 2009 | Cincinnati   | duro    | Dinara Safina               | 6–4, 6–2       |
| Campeã  | 2008 | Moscou       | carpete | Vera Zvonareva              | 6–2, 6–4       |
| Campeã  | 2008 | Roma         | saibro  | Alizé Cornet                | 6–2, 6–2       |
| Vice    | 2008 | Miami        | duro    | Serena Williams             | 1–6, 7–5, 3–6  |
| Vice    | 2007 | Toronto      | duro    | Justine Henin               | 36–7, 5–7      |
| Campeã  | 2007 | Roma         | saibro  | Svetlana Kuznetsova         | 7–5, 6–1       |
| Campeã  | 2007 | Charleston   | saibro  | Dinara Safina               | 6–2, 6–2       |

#### Duplas: 1 (1 título)
| Posição | Ano  | Torneio | Piso | Parceira           | Oponentes                         | Resultado        |
| ------- | ---- | ------- | ---- | ------------------ | --------------------------------- | ---------------- |
| Campeã  | 2013 | Toronto | duro | Katarina Srebotnik | Anna-Lena Grönefeld Květa Peschke | 5–7, 6–2, [10–6] |